# Задор (Римавска Собота)
Задор (слч. Zádor) насељено је мјесто са административним статусом сеоске општине (слч. obec) у округу Римавска Собота, у Банскобистричком крају, Словачка Република.

## Становништво
| Година:    | 1994. | 2004.   | 2014.    | 2024.    |
| ---------- | ----- | ------- | -------- | -------- |
| Број људи: | 111   | 116     | 154      | 132      |
| Разлика:   |       | +4,50 % | +32,75 % | -14,28 % |

| Година:    | 2023. | 2024.   |
| ---------- | ----- | ------- |
| Број људи: | 134   | 132     |
| Разлика:   |       | -1,49 % |

Према подацима о броју становника из 2011. године насеље је имало 144 становника.